# Рябоштан Іван Костянтинович
Іва́н Костянти́нович Рябошта́н (28 серпня 1937, Київ — 23 грудня 1999, Київ) — український диктор радіомовлення, журналіст, викладач. Заслужений артист УРСР (1978).

## Життєпис
Після закінчення 1960 року історичного факультету Київського університету ім. Т. Г. Шевченка до 1962 року працював викладачем суспільствознавства в навчальних закладах Києва.
Завдяки надзвичайно колоритному баритональному басу отримав запрошення від Держтелерадіо УРСР на участь у конкурсі-відборі дикторів радіо і успішно його пройшов.
З 1962 року — диктор Українського радіо.
З 1992 р. — старший диктор Державної телерадіокомпанії України. Водночас викладав в Інституті підвищення кваліфікації працівників радіо і телебачення.
Сприяв поліпшенню якості радіомовлення на Київ і область КДТРК, «Гала-радіо» та ін.
Здійснив численні аудіозаписи літературних творів Тараса Шевченка, Івана Франка, Андрія Малишка, Якова Щоголева, Івана Гнатюка, Василя Лисняка та інших.
Друкувався у виданнях: «Говорить і показує Україна», «Робітнича газета», «Вечірній Київ».